# Delta-Carotène
 (mai 2025).
Le δ-carotène (delta-carotène) ou ε,ψ-carotène est un carotène cyclique et un caroténoïde. C'est une forme de carotène possédant un cycle ε à une extrémité et un cycle non cyclisé, appelé ψ (psi). 
Chez certaines plantes photosynthétiques, il s'agit d'un produit de synthèse intermédiaire entre le lycopène et l'α-carotène (β,ε-carotène) ou l'ε-carotène (ε,ε-carotène),. Le δ-carotène est liposoluble. Le δ-carotène contient un cycle α-ionone au lieu d'un cycle β-ionone ; cette conversion est réalisée par le gène Del, qui déplace la liaison double dans la structure cyclique. La formation de δ-carotène en présence du gène Del est sensible aux températures élevées.